# Ред и закон (22. сезона)
Двадестдруга сезона серије Ред и закон је премијерно емитована на каналу НБЦ од 22. септембра 2022. године до 18. маја 2023.
Члан главне поставе Ентони Андерсон најавио је да се неће враћати у сезону. Уместо њега је у главну поставу ушао Мекад Брукс као детектив Џејлен Шо.

## Улоге

### Главне
- Џефри Донован као Френк Косгров
- Мекад Брукс као Џејлен Шо
- Камрин Менхајм као Кејт Диксон
- Хју Денси као ИПОТ Нолан Прајс
- Одеља Халеви као ПОТ Саманта Марун
- Сем Вотерстон као ОТ Џек Мекој

## Епизоде
| Бр. у серији | Бр. у сезони | Назив                 | Редитељ         | Сценариста                                                          | Пpемијерно емитовање | Пpод. код | Гледаност у САД (милиони) |
| --- | ------------ | --------------------- | --------------- | ------------------------------------------------------------------- | -------------------- | --------- | ------------------------- |
| 467 | 1            | "Дајте ми склониште"  | Алекс Хол       | Рик Ид и Гвен Сиган                                                 | 22. септембар 2022.  | 2201      | 4.69                      |
| Мекој, Прајс и Марунова почињу да раде на хватању Сиренка. Прајс, Марунова и Бенсонова питају девојку о другој особи на броду са Сиренком. Сазнали су да је та особа Данијел Рубљов и да је Путинов пријатељ. Стаблер и Џет проналазе извесног Андреа који зна много о Рубљову. Прајс и Стаблер могу да добију довољно доказа од Андреа док Мекој дозвољава Косгрову и Шоу да ухапсе Рубљова. Прајс жели да покуша да похапси и Сиренка и Рубљова. Андре не сведочи и једина друга особа која је проверила телефонски снимак Рубљова и две девојке је девојка. Бенсонова покушава да јој пронађе рођака и држи је у сигурној кући. Ролинсова покушава да је одведе да види Бенсонову, али улази у пуцњаву и замало бива убијена у истој. Бенсонова сели девојку у Канаду код родбине што је Прајса разбеснело. Прајс не може да је изручи па су одлучили да склопе договор са Сиренком у замену за сведочење. Стаблер је љут на ово јер је Сиренко убио његовог доушника. Прајс се састаје са Рубљовим да разговара о договору који не прихвата. Док су одлазили, Рубљов је упуцан, а Прајс покушава да му помогне, али он умире. Прајсов договор са Сиренком је сада у застоју пошто је Рубљов мртав. |              |                       |                 |                                                                     |                      |           |                           |
| 468 | 2            | "Борбени редови"      | Милена Говић    | Арт Аламо                                                           | 29. септембар 2022.  | 2202      | 4.40                      |
| Ћерка једног политичара пронађена је мртва након очигледне пљачке. Када су Косгров и Шо почели да откривају појединости иза њеног путовања, схватили су да ово није случајан чин насиља. Прајс чини ризичан потез. Марунова ради да им спасе случај. |              |                       |                 |                                                                     |                      |           |                           |
| 469 | 3            | "Камуфлажа"           | Џон Беринг      | Памела Вешлер                                                       | 6. октобар 2022.     | 2203      | 4.06                      |
| Смртоносна пуцњава у подземној железници довела је до тога да се Косгров и Шо утркују да пронађу кривца пре него што се оркестрира нови напад. Прајс и Марунова се боре да оставе по страни своја етичка начела пошто се државно тужилаштво залаже за казну смрти у овом случају. |              |                       |                 |                                                                     |                      |           |                           |
| 470 | 4            | "Корист од сумње"     | Карл Ведерс     | Питер Блонер                                                        | 13. октобар 2022.    | 2204      | 4.09                      |
| Ауторка скандалозне разоткривајуће књиге Кристина Воткинс пронађена је мртва. Пошто неколико трагова није довело ни до где, Косгров тражи помоћ од свог бившег ментора детектива Џерија Рајана који је кум његововој ћерки Лили. Чини се да МО убице указује на четири претходне жртве, али судија Кенет Малдонадо одбацује Молино захтев тужилаштва за претходна лоша дела. Када су пронашли осумњиченог, Рајан врши нагли претрес без налога, што доводи до предлога за изузимање доказа. Прајс се суочава са тешком битком да осуди, а Косгров се посвађао са Рајаном. |              |                       |                 |                                                                     |                      |           |                           |
| 471 | 5            | "12 секунди"          | Дејвид Гросман  | Џонатан Колије                                                      | 27. октобар 2022.    | 2205      | 4.18                      |
| Студент права Џејмс Пел пронађен је убијен, али докази су оскудни, а побуде нејасне, све док Косгров и Шо нису открили да је Пел уцењивао свог професора права Езру Николса да обезбеди место у Одбору за ревизију права. Прајс и Марунова тада морају да пробију лажи породице Николс да би сазнали ко је од њих убио Пела. |              |                       |                 |                                                                     |                      |           |                           |
| 472 | 6            | "Зачарани круг"       | Бетани Руни     | Синопсис: Памела Вешлер и Рик Ид Сценарио: Памела Вешлер            | 3. новембар 2022.    | 2206      | 3.73                      |
| У ноћи свечаног отварања његовог бутика, модни дизајнер Пери Вајат је упуцан док је покушавао да врати имовину коју је украо окорели злочинац Кит Кастиљо. Косгров и Шо не могу да пронађу пиштољ и сведоке пуцњаве. Са врло мало доказа, заступница Лара Вега користи сваки трик у својој књизи играња па и позивање ПОТ Марунове као сведокиње. Марунова улази у своје досијее из прошлости како би пронашла више утицаја против оптуженог. |              |                       |                 |                                                                     |                      |           |                           |
| 473 | 7            | "Само самотњаци"      | Елизабет Ром    | Памела Вешлер и Џенифер Вандербс                                    | 10. новембар 2022.   | 2207      | 4.07                      |
| Мрски кризни саветник је убијен. Прајс и Марунова покушавају да подрже свој случај без обзира на било какву штету коју би то могло да нанесе угледу сведока. |              |                       |                 |                                                                     |                      |           |                           |
| 474 | 8            | "Ланац команде"       | Карлос Бернард  | Арт Аламо и Ђиа Гордон                                              | 17. новембар 2022.   | 2208      | 4.56                      |
| Високо одликовани војни пуковник Александар Т. Локет, убијен је у својој кући. Косгров и Шо прате возило које је користио убица, али се његов власник Шејн Риснер већ убио неколико дана раније, што их је одвело на Риснерову сахрану за следећу улогу, Винсента Мартинеза. Сазнају да је Риснер патио од плућне фиброзе узроковане опекотинама током службе у Ираку. Они на крају одводе Лука Фалона у притвор. Заступница Ерика Најт тврди да Фалон није крив због менталне болести или поремећаја због тумора мозга глиобластома на фронталном режњу као последица отровног излагања из опекотина. Током суђења, Прајс и Марунова откривају додатне трагове који им помажу да превазиђу аргументе одбране. |              |                       |                 |                                                                     |                      |           |                           |
| 475 | 9            | "Састав"              | Алекс Хол       | Рик Ид и Памела Вешлер                                              | 8. децембар 2022.    | 2209      | 4.41                      |
| Након годину и по дана чекања на свој дан на суду, осумњичени Трој Букер, ухапшен за убиство Маркуса Вилијамса, побегао је из полицијског притвора током саслушања, ранивши при том полицајца. Диксонова ангажује окружну оперативну групу за бегунце и долази до талачког стања. Како је Букера он првобитно хапсио, Шо покушава да одговори Троја док се бори са грешком коју је направио током првобитног испитивања. Прајс такође доводи у питање своју веру у правосудни систем док се расправља са Мекојем око тачне казне за нове оптужбе. |              |                       |                 |                                                                     |                      |           |                           |
| 476 | 10           | "Земља могућности"    | Тимоти Басфилд  | Арт Аламо                                                           | 5. јануар 2023.      | 2210      | 4.73                      |
| Када је бескућник и избеглица из Венецуеле Луис Моралес убијен, докази воде Косгрова и Шоа до градилишта од 300 милиона долара које води Ерик Вајс и заташкавања још двојице мртвих радника ванземаљаца. Прајс и Марунова ангажују још једну илегалку Сорају Хамуд да сведочи као кључни сведок, знајући да ризикују депортацију ње и њене ћерке Инђиле назад у Либан. |              |                       |                 |                                                                     |                      |           |                           |
| 477 | 11           | "Друга прилика"       | Рејчел Литерман | Памела Вешлер и Џонатан Колије                                      | 12. јануар 2023.     | 2211      | 4.64                      |
| Бивши затвореник који је постао легалан, Дерек Стентон, претучен је на смрт пошто је неко вандализирао његову пицерију. Пошто су ушли у траг „уобичајеним осумњиченима“, Косгров и Шо хапсе мало вероватног кривца Џесија Ериксона, ненасилног тинејџера који никада раније није хапшен и нема побуду. Пошто је изнео самоодбрану, његов адвокат мења изјашњење у ментални недостатак изазван психозом изазваном канабисом пошто је купио мрље хашиш уља у амбуланти које може да садржи до 80-90% ТХЦ-а када се емитује (далеко изнад норме од 2% од пушења листова истих). Мекој тврди да је законска старост за куповину марихуане 21 година, а не 18 и то са добрим разлогом. Прајс жели да се изјасни од убиства до убиства из нехата, али на годишњицу убиства Марунине сестре Кристине, она жели строжу казну, али се премишља након посете својој мајци Зари. |              |                       |                 |                                                                     |                      |           |                           |
| 478 | 12           | "Замало познат"       | Бетани Руни     | Памела Вешлер и Џенифер Вандербс                                    | 26. јануар 2023.     | 2212      | 5.38                      |
| Четрнаестогодишњи Илај Бароне убијен је у нападу на дом у стилу Џекеса. Косгров и Шо проналазе подстрекача до куће са садржајем утицајних друштвених медија. Када је "Побеснели Макс" одустао од свог договора да сведочи против управника дома Џејсона Вилера, Прајс и Марунова морају да пронађу бивше чланове дома који су такође повређени Вилеровом експлоататорском похлепом. |              |                       |                 |                                                                     |                      |           |                           |
| 479 | 13           | "Зло"                 | Џои Лејн        | Кит Ајзнер                                                          | 2. фебруар 2023.     | 2213      | 4.98                      |
| Када је дипломирани студент пронађен мртав, Косгров и Шо прате доказе до осумњиченог без јасне побуде. Када су Прајс и Марунова открили шему за отимање новца у цркви, Мекој их упозорава да се усредсреде на осумњичене, а не на установу. |              |                       |                 |                                                                     |                      |           |                           |
| 480 | 14           | "Јунаци"              | Алекс Хол       | Рик Ид                                                              | 16. фебруар 2023.    | 2214      | 4.75                      |
| Након пуцњаве у популарном ноћном клубу, Косгров и Шо сумњају да је поход био лукавство да се циља једина жртва. Када су безбедносни снимци тајанствено нестали, Прајс и Марунова морају да се ослоне на сведока који цени углед више него чињенице. |              |                       |                 |                                                                     |                      |           |                           |
| 481 | 15           | "Страх и гнушање"     | Памела Вешлер   | Синопсис: Памела Вешлер и Ађани Џексон Сценарио: Памела Вешлер      | 23. фебруар 2023.    | 2215      | 4.71                      |
| Уважени лекар је убијен. Косгров и Шо покушавају да утврде побуду јер се не чини да се ради о једноставној пљачки. Када су открили да је неколико лажних дојава о злочинима послато путем телефонске апликације, сумњају да је то родно побуђено. Исто тако, Шоа профилишу два патролна службеника, што је довело до истраге БУК-а која угрожава Шоову поузданост на суду. Током суђења се открива и финансијски аспект. |              |                       |                 |                                                                     |                      |           |                           |
| 482 | 16           | "Рок"                 | Марта Мичел     | Арт Аламо и Ђиа Гордон                                              | 23. март 2023.       | 2216      | 4.41                      |
| Новинар и добитник Пулицерове награде Џејкоб Акерман је убијен пошто је његов дом исфарбан речју „Јевреј“, што је навело Косгрова и Шоа да претпоставе да је реч о злочину из мржње. Докази на фарби могу да доведу до члана белог надмоћничког ланца Лукаса Хобса, али не могу да му докажу убиство. Док су истраживали друге побуде, откривају да Акерман и његова штићеница репортерка Џулија Мекалистер раде на необјављеном извештају који укључује истакнутог политичара, проневеру и шест других смрти. Када ја заступник Кит Холинс успешно изузео оружје убиства, а Мекалистерова одбила да открије свој извор, Прајс и Марунова морају да се ослоне на Хобсово сведочење очевидаца, иако он тренутно чека суђење за још један гнусни злочин из мржње. |              |                       |                 |                                                                     |                      |           |                           |
| 483 | 17           | "Пристрасност"        | Алекс Хол       | Кит Ајзнер                                                          | 30. март 2023.       | 2217      | 4.22                      |
| У парку ноћу, ИПОТ Прајс чека да своју пријатељицу Рејчел Бендер која је јавна бранитељка, али она је тамо већ убијена раније то вече. Прајс открива тело, Косгроу и Шо одговарају на позив и сви почињу да испитују осумњичене. Када су сазнали да је један судија умешан, свачија пристрасност се доводи у питање, угрожавајући случај на суђењу. |              |                       |                 |                                                                     |                      |           |                           |
| 484 | 18           | "Успутна штета"       | Џин де Сегонзек | Памела Вешлер                                                       | 6. април 2023.       | 2218      | 4.40                      |
| Када је млада Ава Њухол умрла од септичког шока изазваног заразом од пегле за брендирање на којој пише "Lode*", детективи пронађу наводног вођу моћног култа који користи уцене да контролише своје чланове. Током суђења се открива да још увек нису ухапсили правог идејног творца култа. Прајс и Марунова притискају чланове култа да одају вођу којег зову "Звезда Lode-а". |              |                       |                 |                                                                     |                      |           |                           |
| 485 | 19           | "Лични животи"        | Нестор Карбонел | Арт Аламо                                                           | 27. април 2023.      | 2219      | 3.92                      |
| Косгров и Шо истражују убиство либералног лекара др. Рајана Бартела чија је жена Кристин отворена конзервативна посланица. Кристин верује да је она била намеравана мета, али се открива још једна побуда која супружнике супротставља једно другом, а оца против рођеног детета. |              |                       |                 |                                                                     |                      |           |                           |
| 486 | 20           | "Рекреативна настава" | Милена Говић    | Синопсис: Рик Ид и Кит Ајзнер Сценарио: Рик Ид                      | 4. мај 2023.         | 2220      | 4.18                      |
| Угледни предузетник Џером Елиот пронађен је претучен на смрт близу реке. Кривац је пронађен када је Косгров препознао да је из исте школе као и његова ћерка Лили. Против њене жеље, Прајс је позива на суд да сведочи. Прајс и Марунова се не слажу у вези са одговарајућом оптужбом с обзиром на младе године и незрелост оптуженог. |              |                       |                 |                                                                     |                      |           |                           |
| 487 | 21           | "Процена"             | Мајкл Пресмен   | Памела Вешлер и Џенифер Вандербс                                    | 11. мај 2023.        | 2221      | 3.93                      |
| Косгров и Шо су позвани на место крвавог злочина у галерији где је нестала продавачица уметнина Медисон Плат. Касније проналазе тело уметнице Саре Бејкер која је требало да сведочи пред истражном поротом у случају преваре који укључује пензионе фондове и криптовалуте. Прајс и Марунова се боре са сведочењем на суду јер убица прети њиховом сведоку. Екипа слави Косгровљев 50. рођендан. Пошто је Косгров рањен, он размишља о томе да да да отказ и почне да ради као обезбеђење у личном одсеку на Флориди. |              |                       |                 |                                                                     |                      |           |                           |
| 488 | 22           | "Отворене ране"       | Алекс Хол       | Синопсис:Рик Ид и Памела Вешлер Сценарио: Ђиа Гордон и Ађани Џексон | 18. мај 2023.        | 2223      | 3,96                      |
| Амерички народни посланик Алан Чендлер који је био против контроле оружја је убијен на свадби своје ћерке Никол. Косгров и Шо проналазе стрелца Дерека Квина, наставника који је преживео масовну пуцњаву у школи у којој је на десетине страдало. Мекој држи говор на изјави за штампу о контроли оружја и тражи оптужницу за првостепено убиство. Његова ћерка Ребека постаје Квинова бранитељка и поставља одбрану на основу поремећаја због тешког ПППС-а. Прајс саосећа са Квином због своје сличне трауме (након догађаја у „Камуфлажи“). |              |                       |                 |                                                                     |                      |           |                           |

## Напомена
1. ↑  Епизода "Дајте ми склониште" је последњи део триологије. Први део је у Организованом криминалу, а други у Одељењу за специјалне жртве.